# 钙通道
钙通道（英語：Calcium channel，台湾极少数时亦称为鈣徑）是选择性通透Ca2+的离子通道，有时也是电压依赖性钙通道（VDCC）的同义词，而另外一种钙通道是配体门控性钙通道（LGCC）。

## 对照表
下列表格阐述了2种钙通道的控性、基因、部位和功能。

### 电压依赖性钙通道
| 通道类型 | 活化電位閾值 | 蛋白质                      | 基因                            | 发现部位                                     | 功能                                         |
| L型      | 高电位       | Cav1.1 Cav1.2 Cav1.3 Cav1.4 | CACNA1S CACNA1C CACNA1D CACNA1F | 骨骼肌、成骨细胞、心肌细胞、皮质神经元的树突 | 平滑肌和心肌。延长心肌细胞中的动作电位时间。 |
| P型/Q型  | 高电位       | Cav2.1                      | CACNA1A                         | 小脑浦肯雅细胞 / 小脑颗粒细胞                | 释放神经递质                                 |
| N型      | 高电位       | Cav2.2                      | CACNA1B                         | 全部脑                                       | 释放神经递质                                 |
| R型      | 中間电位     | Cav2.3                      | CACNA1E                         | 小脑颗粒细胞和其他神经元                     | ？                                           |
| T型      | 低电位       | Cav3.1 Cav3.2 Cav3.3        | CACNA1G CACNA1H CACNA1I         | 神经元、窦房结、成骨细胞                     | 保证窦性心律                                 |

### 配体门控性钙通道
- 受体操纵性钙通道（血管收缩）
  - P2X受体 [4]

| 通道类型                                     | 激动剂                                    | 基因 | 发现部位                  | 功能                                          |
| IP3受体                                      | IP3                                       |      | 内质网（ER）/肌质网（SR） | 由G蛋白连接接受器（GPCR）从ER/SR释放钙应答IP3 |
| 雷诺定受体                                   | 横小管中的二氢吡啶受体（DHPR）            |      | 内质网（ER）/肌质网（SR） | 心肌细胞中钙诱发性钙释放（CICR）              |
| 双孔通道                                     |                                           |      |                           |                                               |
| 精子特异性钙通道（Cation channels of sperm） |                                           |      |                           |                                               |
| 钙库操纵性通道                               | 内质网（ER）/肌质网（SR）的間接钙排除作用 |      | 細胞膜外侧                |                                               |

## 药理学
钙通道阻滞剂可用于治疗高血壓。